# 商陆
商陆（学名：Phytolacca acinosa），原產於亞洲溫帶地區的喜馬拉雅山脈，目前分佈於中國大部分地區、越南、日本，並已廣泛引入歐洲。生长于海拔500～3400米的溝谷、山坡。有人工栽培作藥用。

## 异名
商陆一名首见于《本经》，又名苋陆（《易经》）、蓫薚、马尾（《尔雅》）、常蓼（《广雅》）、藰、蔁柳（《玉篇》）等。

## 形态
多年生草本植物，高约70～150厘米，无毛。根粗壮，肉质，圆锥形，外皮淡黄色。茎直立，绿色或紫红色。叶互生，椭圆形或卵状椭圆形，长12～25厘米，宽5～10厘米。总状花序顶生或侧生，长10～20厘米；花两性，直径约8毫米。浆果扁球形，紫黑色，多由8个分果组成。
商陆的根茎形状与西洋参相似，因此常有将商陆误判为洋参或人参，導致中毒的事件发生。

## 药用
商陸含商陸素，是一種萜烯皂苷。這種對人體有毒的物質尤其聚集在根和種籽。

### 性味
- 《本经》：味辛，平
- 《名医别录》：酸，有毒
- 《本草纲目》：苦，寒

### 功用
峻下逐水、消痈散结。

## 延伸阅读
[在维基数据编辑]
 《欽定古今圖書集成·博物彙編·草木典·商陸部》，出自陈梦雷《古今圖書集成》
 《植物名實圖考·商陸》，出自吳其濬《植物名實圖考》